# Sminthopsis butleri
Sminthopsis butleri é uma espécie de marsupial da família Dasyuridae. Endêmica da Austrália.
- Nome Popular: Dunnart-da-Carpentária

- Nome Científico: Sminthopsis butleri (Archer, 1979)

## Características
Esta espécie tem o pelo grosso de cor marrom-cinzenta no dorso e no ventre uma coloração branca, seu parente mais próximo é o Dunnart Kakadu. Mede de 7–9 cm de comprimento com uma cauda longa de 7–9 cm. O peso varia de 10-20 gramas, dependendo de uma variedade de fatores, incluindo o sexo, a abundância de alimentos, habitat, etc.

## Hábitos alimentares
Sua dieta inclui artrópodes e outros insetos;

## Habitat
Vive em florestas de eucaliptos com solos arenosos.

## Distribuição Geográfica
Território do Norte, litoral da Austrália Ocidental, presente nas ilhas Melville e Bathurst;